# The Witch
The Witch is een Amerikaans-Canadese film uit 2015, geschreven en geregisseerd door Robert Eggers. De film ging in première op 27 januari op het Sundance Film Festival in de U.S. Dramatic Competition.

## Verhaal
Een koloniale familie probeert in de zeventiende eeuw te overleven van hun oogst op een kleine boerderij naast een imposant bos in New England. Al snel krijgen bijgeloof en vrees de overhand wanneer het voedsel schaars wordt, een familielid wordt vermist en de spelletjes van de kinderen een waanzinnige en dreigende ondertoon krijgen. Een boosaardige aanwezigheid in het bos beïnvloedt hun gedachten en zet de familieleden tegen elkaar op.

## Rolverdeling
| Acteur            | Personage             |
| ----------------- | --------------------- |
| Anya Taylor-Joy   | Thomasin              |
| Ralph Ineson      | William               |
| Kate Dickie       | Katherine             |
| Harvey Scrimshaw  | Caleb                 |
| Ellie Grainger    | Mercy                 |
| Lucas Dawson      | Jonas                 |
| Julian Richings   | gouverneur            |
| Bathsheba Garnett | heks                  |
| Sarah Stephens    | heks (jong)           |
| Wahab Chaudhry    | Zwarte Phillip (stem) |

## Prijzen & nominaties
| jaar | prijs                  | categorie                      | genomineerde(n) | uitslag  |
| ---- | ---------------------- | ------------------------------ | --------------- | -------- |
| 2015 | Sundance Film Festival | Directing Award: U.S. Dramatic | Robert Eggers   | Gewonnen |